# Язык бозо
Бозо (язык бамбара: ߓߏ߬ߛߏ) — язык, используемый народом бозо, одним из народов Мали, проживающим вдоль реки Нигер и у её притоков.

## Генеалогическая и ареальная информация
Бозо — язык северо-западной подветви семьи манде, который относится к гринберговской семье «нигер-конго». Ближайшим языковым родственником является язык сонинке, который также относится к северо-западной подветви семьи манде. Язык бозо считается диалектным кластером, этнолог выделяет четыре диалекта: тиеяксо (tiéyaxo), келенга (kelenga), тиемакеве (tiɛma cɛwɛ) и дженаама (jenaama).
Народ бозо (самоназвание: босо, сорко, сорого) — этническая группа манде, один из народов Мали. Считается, что название народа происходит из языка бамбара и буквально переводится как «бамбуковый дом». Живут отдельными группами вдоль реки Нигер, преимущественно в средней дельте и у притоков, а также у реки Бани. Делятся на собственно бозо, тех, кто живет среди мандеязычных этносов, и сорко, которые живут среди народа сонгай.

## Социолингвистическая информация
| Название диалекта             | Место использования                                                                 |
| ----------------------------- | ----------------------------------------------------------------------------------- |
| Тиемакеве (tiɛma cɛwɛ)        | Озеро Дебо (Lac Débo)                                                               |
| Тиеяско (tiéyaxo, tigemaxo)   | Диафарабе (Diafarabé)                                                               |
| Келенга (kelenga, hainyaxo)   | Ке-Макина, регион Сегу (Ké-Macina, Ségou)                                           |
| Дженаама (jenaama, sorogaama) | Дженне, Мопти, Конна, Юуароу, озеро Дебо (Djenné, Mopti, Konna, Youwarou, Lac Débo) |

Общее количество носителей диалекта дженаама тяжело оценить из-за количества вариаций данного диалекта, однако исчисляется сотнями тысяч (по последним данным около 300 тысяч носителей), в то время как остальные диалекты имеют приблизительно несколько тысяч каждый, что делает диалект дженаама центральным и наиболее распространенным среди диалектов бозо. Жизнеспособность этих диалектов оценивается как стабильная, что подразумевает изучение и использование языка детьми народа бозо.

## Типологическая характеристика

### Тип выражения грамматических значений
Бозо относится к аналитическим языкам, грамматические значения слов (число, время и др.) выражаются с помощью служебных слов, однако присутствуют элементы синтетизма:
| á                                                           |  | bē  |  | só     |  | ɳ        |  | wɔbì       |  | [[āādāmā-dyɛm |  | mɔɲɔ]] |  | nī]   |
| ----------------------------------------------------------- |  | --- |  | ------ |  | -------- |  | ---------- |  | ------------- |  | ------ |  | ----- |
| 3SG                                                         |  | SEQ |  | go-PFV |  | 3REFL-SG |  | change-PFV |  | [[Adam-child  |  | good]] |  | INST] |
| It (python) went and turned itself into a fine human being. |  |     |  |        |  |          |  |            |  |               |  |        |  |       |
| Он (питон) пошел и превратился в прекрасного человека.      |  |     |  |        |  |          |  |            |  |               |  |        |  |       |

### Характер границы между морфемами
Язык бозо — изолирующий, что характерно для языков западной Африки.
| 3SG                 |  | PFV-NEG |  | fall-PFV |  | REM-PFV-Q |
| He/She didn’t fall? |  |         |  |          |  |           |
| Он(-а) не упал(-а)? |  |         |  |          |  |           |

Присутствуют элементы агглютинации, что проявляется, например, в образовании множественного числа, которое получается при присоединении аффикса yē, который несет значение множественного числа:
| Слово   | SG     | PL        |
| ------- | ------ | --------- |
| Причина | kàmàrì | kàmàrì-yē |
| Лев     | wārābā | wārābā-yē |

### Локус маркирования в посессивной именной группе и предикации
Локус маркирования в посессивной именной группе выражается по принципу зависимостного марикрования с помощью существительного pàwn (форма множественного числа pàn-yè), когда из контекста понятно, о чем идет речь, если же слово встречается в предложении в первый раз или фраза вырвана из контекста, то единого слова, для отображения посессивности нет:
| [sèēdù                                               |  | yàmbāā] |  | gà     |  | bōwn  |  | [ḿ  |  | pàn] |  | yè      |  | ŋ       |  | dāān    |  | [bōḿ  |  | bwɛỳ]   |
| ---------------------------------------------------- |  | ------- |  | ------ |  | ----- |  | --- |  | ---- |  | ------- |  | ------- |  | ------- |  | ----- |  | ------- |
| [S                                                   |  | house   |  | be-LOC |  | here, |  | 1SG |  | POSS |  | SBJ/OBJ |  | PS-REFL |  | distant |  | [here |  | commit] |
| Seydou’s house is here, (but) mine is far from here. |  |         |  |        |  |       |  |     |  |      |  |         |  |         |  |         |  |       |  |         |
| Дом Сейду здесь, (а) мой далеко отсюда.              |  |         |  |        |  |       |  |     |  |      |  |         |  |         |  |         |  |       |  |         |

Язык бозо имеет зависимостный тип маркирования в предикации, грамматические показатели выражаются на зависимом элементе:
| 3SG                     |  | come-PFV |  | [tea |  | INST] |
| He/she brought the tea. |  |          |  |      |  |       |
| Он(-а) принес(-ла) чай. |  |          |  |      |  |       |

### Тип ролевой кодировки
При рассмотрении примеров из грамматики можно заметить отсутствие падежей в языке бозо, несмотря на это, как и для большинстве языков манде, для бозо характерен порядок SOV, а если говорить точнее, то S-infl-O-V-X, где infl указывает на маркеры наклонения, времени, а на месте X стоит дополнительные сведения, в том числе инструментали (INST) и дативные постпозиции (DAT). Отсутствие падежей и фиксированный порядок слов позволяют отнести бозо к языкам с директным типом ролевой кодировки.
1. Агенс при непереходном глаголе:
| 1SG     |  | IPFV |  | come-IPFV |
| I come. |  |      |  |           |
| Я иду.  |  |      |  |           |

2. Пациенс при непереходном глаголе:
| 3SG                        |  | lie-down-PPL |  | it-is |  | here |
| He/she is lying down here. |  |              |  |       |  |      |
| Он(-а) лежит здесь.        |  |              |  |       |  |      |

3. Два актанта при переходном глаголе:
| 3SG                         |  | [1SG |  | snake] |  | see-PFV] |
| He/she saw my snake.        |  |      |  |        |  |          |
| Он(-а) увидел(-а) мою змею. |  |      |  |        |  |          |

### Базовый порядок слов
Базовый порядок слов в языке бозо — SOV (субъект-объект-глагол):
| [S                                                       |  | [sheep |  | neck] |  | cut-PFV |  | yesterday |
| Seydou slaughtered (=cut the throat of) sheep yesterday. |  |        |  |       |  |         |  |           |
| Сейду убил (=перерезал горло) овцу вчера.                |  |        |  |       |  |         |  |           |

## Особенности языка
Характерной особенностью ареала является развитый вокализм, свойственный бозо, в языке языке выделяются тоны: H[igh], M[id] и L[ow].
| Тоны  | ma | maa           | maw           |
| ----- | -- | ------------- | ------------- |
| H     | má | máá           | máw           |
| M     | mā | māā           | māw           |
| L     | mà | màà           | màw           |
| <HL>  | mâ | máà           | máẁ           |
| <ML>  | mầ | māà           | māẁ           |
| <LM>  | mǎ | màā           | màw̄           |
| <LML> | mẫ | mǎà (или màâ) | mǎẁ (или màŵ) |

При сравнении типологических характеристик бозо с другими африканскими языками, можно заметить некоторые схожести и различия. Так, например, преобладающий в африканских языках зависимостный тип маркирования в поссесивной именной группе присущ бозо, в то время как в предикации также проявляется зависимостное маркирование, несмотря на то что для языков «нигер-конго» больше характерно вершинное или нулевое маркирование.
Еще одно грамматическое отличие бозо от большинства языков «нигер-конго» заметно при рассмотрении базового порядка слов. Для бозо базовым порядком слов является SOV, в то время как для большинства языков «нигер-конго» базовый порядок слов — SVO
Иные интересные особенности языка
В языке бозо есть две особых дативных постпозиции: tē и nē, которые оба используются с переходными глаголами. TĒ используется, когда речь идет:
- Об адресате для глагола «сказать»
- Получателе для глагола «давать» (иногда здесь используется и nā)
- Получателе для глагола «услаждать»
- В сравнительных оборотах

| S                               |  | what? |  | say-PFV |  | REM-PFV |  | S |  | DAT |
| What did Seydou say to you(SG)? |  |       |  |         |  |         |  |   |  |     |
| Что Сейду тебе сказал?          |  |       |  |         |  |         |  |   |  |     |

NĀ используется, если речь идет о:
- Получателе для глагола «давать»
- Предложении с деепричастием «проходя»
- Участнике с глаголом «присоединиться»

Грамматически эта постпозиция отражается также.
Так же в данном есть инструменталь (INST) nī, который также ставится в конце предложения и выполняет свои функции, а именно:
- Выражает факт использования инструмента/материала
- Отражает манеру или способ выполнения действия

Пример
| 3PL                    |  | enter-PFV |  | REM-PFV |  | [force(noun) |  | INST] |
| They entered by force. |  |           |  |         |  |              |  |       |
| Они вошли силой.       |  |           |  |         |  |              |  |       |

## Список сокращений
SG — единственное число
PL — множественное число
SEQ — последовательность
PFV (Perfect Aspect of Verbs) — совершенный аспект глагола
REFL — рефлексивность
INST — инструменталь
NEG — отрицание
REM-PFV — давний совершенный аспект глагола
Q — вопрос
S — субъект (в том числе в аббревиатуре SOV)
LOC — место
POSS — принадлежность
SBJ/OBJ — маркер двунаправленности
PS-REFL — псевдорефрексивность
IPFV — имперфективность
PPL (participle) — причастие
DAT — дативная постпозиция

## Список использованной литературы
- A Grammer of Cliffs Jenaama (Bozo, Mali)
- Scan-classify-overlay model for Bozo and Bangime nominal tones
- Ethnologue Tieyaxo Bozo
- Ethnologue Bozo, Kelengaxo
- Ethnologue Jenaama Bozo
- Ethnologue Bozo, Tiemacèwè